# Elijah Pemberton
Elijah Pemberton (Middletown, 31 mei 1997) is een Amerikaans basketballer.

## Carrière
Pemberton speelde van 2016 tot 2020 collegebasketbal voor de Hofstra Pride. Nadat hij niet werd gekozen in de NBA draft van 2020, hij tekende wel een contract bij de Golden State Warriors maar dat werd nog dezelfde dag ontbonden om uit te komen voor de opleidingsploeg. In december 2023 tekende hij bij de Santa Cruz Warriors uit de NBA G League. In de zomer van 2021 speelde hij in de NBA Summer League voor de Golden State Warriors. Hij keerde nadien terug naar de Santa Cruz Warriors en speelde er twee seizoenen. In april 2023 tekende hij bij het Canadese Ottawa BlackJacks maar vertrekt er alweer in juni 2023.
Het seizoen 2023/24 startte hij bij het Turkse Samsunspor maar verruilde de club al in december 2023 voor Hapoel Be'er Sheva BC waar hij de rest van het seizoen speelde. In de zomer van 2024 tekende hij bij de Belgische eersteklasser Limburg United. In januari 2025 verliet hij de club voor het Duitse Riesen Ludwigsburg.

## Erelijst
- FIBA AmeriCup:  2022